# Pulvérières
Pulvérières är en kommun i departementet Puy-de-Dôme i regionen Auvergne-Rhône-Alpes i centrala Frankrike. Kommunen ligger i kantonen Pontgibaud som tillhör arrondissementet Riom. År 2022 hade Pulvérières 409 invånare.

## Befolkningsutveckling
Antalet invånare i kommunen Pulvérières
| Referens: INSEE |